# Ó Paí, Ó (série de televisão)
Ó Paí, Ó é uma série brasileira produzida e exibida pela TV Globo entre 31 de outubro de 2008 e 4 de dezembro de 2009, em 10 episódios.
É uma adaptação do filme Ó Paí, Ó de Monique Gardenberg, com roteiro de Guel Arraes e Jorge Furtado e direção-geral com Monique Gardenberg, Mauro Lima, Carolina Jabor e Olívia Guimarães. 

## Elenco
| Ator                 | Personagem                 |
| -------------------- | -------------------------- |
| Lázaro Ramos         | Roque Bahia                |
| Aline Neponuceno     | Dandara                    |
| Auristela Sá         | Carmem                     |
| Cássia Valle         | Mãe Raimunda               |
| Edvana Carvalho      | Lúcia                      |
| Érico Brás           | Reginaldo                  |
| Felipe Fernandes     | Damião                     |
| Jorge Washington     | Mattias                    |
| Leno Sacramento      | Raimundinho                |
| Lis Luciddi          | Ivete (vendedora loja CDs) |
| Luciana Souza        | Dona Joana                 |
| Lyu Arison           | Yolanda                    |
| Matheus Nachtergaele | Queixão / Moisés           |
| Merry Batista        | Dalva                      |
| Rejane Maia          | Baiana do Acarajé          |
| Tânia Tôko           | Neusão da Rocha            |
| Valdinéia Soriano    | Maria                      |
| Vinícius Nascimento  | Cosme                      |

## Exibição

### Reprises
Foi reapresentada no festival Luz, Câmera, 50 Anos no dia 14 de janeiro de 2015 em formato de telefilme.
Foi reapresentada no Viva de 26 de março a 23 de abril de 2022, substituindo O Auto da Compadecida e sendo substituída por O Bem-Amado, que estreou duas semanas depois em ocasião da exibição dos primeiros episódios da terceira temporada do Big Brother Brasil, sendo transmitida aos sábados às 20h25 em dois episódios, totalizando 5 episódios. A série também já foi reexibida no canal em 2013 na faixa das 21h30 aos domingos.